# Episodi di Suits (settima stagione)
La settima stagione della serie televisiva Suits è stata ordinata il 3 agosto 2016 ed è stata trasmessa per la prima volta negli Stati Uniti dal 12 luglio 2017 al 25 aprile 2018.
La stagione presenta i 5 personaggi principali dipendenti nella fiction della Pearson Specter Litt a Manhattan: Gabriel Macht, Patrick J. Adams, Rick Hoffman, Meghan Markle, e Sarah Rafferty. Gina Torres è accreditato come sesto personaggio regolare solo per gli episodi in cui è apparsa, dopo la sua partenza nella scorsa stagione.
Nella stagione è andato in onda il 100º episodio della serie, il 30 agosto 2017. Per celebrare la pietra miliare della serie, il cast principale (tra cui Gina Torres) e il creatore Aaron Korsh si sono riuniti durante l'ATX Television Festival per una lettura dal vivo dell'episodio pilota della prima serie. Si sono uniti anche Abigail Spencer e Nick Wechsler per leggere le guest star dell'episodio.
Al termine della stagione, escono dal cast principale Meghan Markle e Patrick J. Adams.
In Italia è stata trasmessa in prima visione da Premium Stories, canale a pagamento della piattaforma Mediaset Premium, dal 5 febbraio 2018.
| nº | Titolo originale   | Titolo italiano           | Prima TV USA      | Prima TV Italia  |
| -- | ------------------ | ------------------------- | ----------------- | ---------------- |
| 1  | Skin in the Game   | La posta in gioco         | 12 luglio 2017    | 5 febbraio 2018  |
| 2  | The Statue         | La statua                 | 19 luglio 2017    | 12 febbraio 2018 |
| 3  | Mudmare            | Incubo di fango           | 26 luglio 2017    | 19 febbraio 2018 |
| 4  | Divide and Conquer | Dividi e conquista        | 2 agosto 2017     | 26 febbraio 2018 |
| 5  | Brooklyn Housing   | La scelta di Mike         | 9 agosto 2017     | 5 marzo 2018     |
| 6  | Home to Roost      | I nodi vengono al pettine | 16 agosto 2017    | 12 marzo 2018    |
| 7  | Full Disclosure    | Completa rivelazione      | 23 agosto 2017    | 19 marzo 2018    |
| 8  | 100                | 100                       | 30 agosto 2017    | 26 marzo 2018    |
| 9  | Shame              | Vergogna                  | 6 settembre 2017  | 2 aprile 2018    |
| 10 | Donna              | Donna                     | 13 settembre 2017 | 9 aprile 2018    |
| 11 | Hard Truths        | Dure verità               | 28 marzo 2018     | 16 aprile 2018   |
| 12 | Bad Man            | Uomo cattivo              | 4 aprile 2018     | 23 aprile 2018   |
| 13 | Inevitable         | L'inevitabile             | 11 aprile 2018    | 4 giugno 2018    |
| 14 | Pulling the Goalie | Senza difesa              | 18 aprile 2018    | 11 giugno 2018   |
| 15 | Tiny Violin        | La sviolinata             | 25 aprile 2018    | 18 giugno 2018   |
| 16 | Good-Bye           | Addio                     | 25 aprile 2018    | 25 giugno 2018   |